# Historia Maroka
Historia Maroka – obejmuje dzieje państwa i narodu marokańskiego.

## Prehistoria

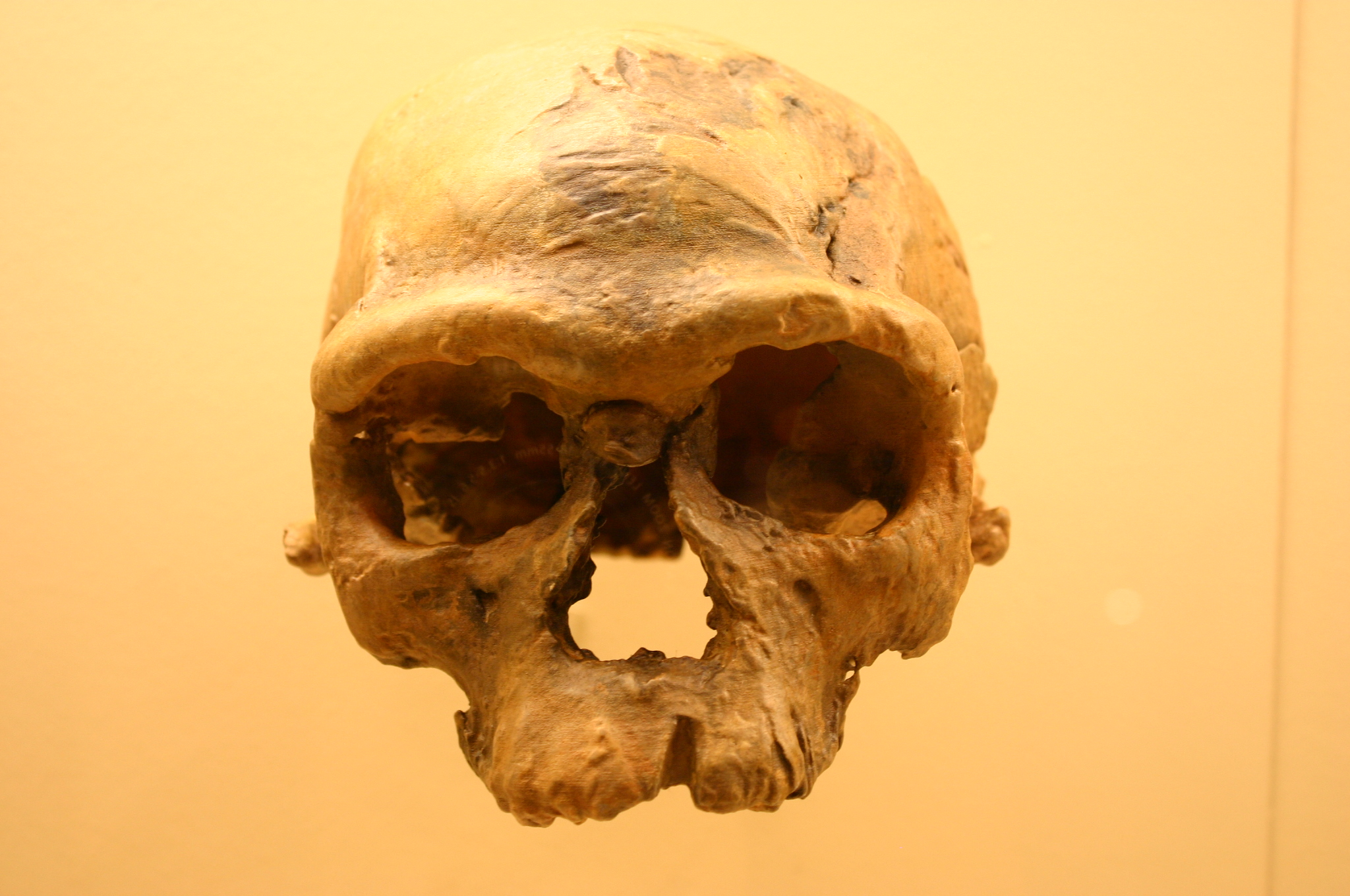
Czaszka archaicznego Homo sapiens z Dżabal Ighud

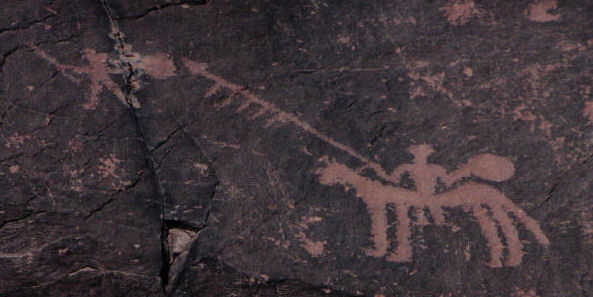
Petroglify w Tinzouline

Tereny obecnego Maroka były zamieszkane przez przodków Homo sapiens, o czym świadczą znaleziska archeologiczne . Odkryto tu szczątki z plejstocenu i pliocenu . Na stanowiskach Thomas, Grotte des Littorhines oraz nieopodal Sali i Casablanki znaleziono szczątki Homo erectus oraz archaicznego Homo sapiens . Szczątki później żyjących archaicznych Homo sapiens odkryto m.in. w okolicach Rabatu, w jaskini koło Temary i Dżabal Ighud . Większość z nich związana jest z kulturą lewaluasko-mustierską i aterską z okresu 190–90 tys. lat temu . W jaskini Taforalt we wschodnim Maroku znaleziono muszelki mięczaków morskich Nassarius gibbosulus – zgromadzone w jaskini przez ludzi ok. 82 tys. lat temu i używane najprawdopodobniej jako koraliki .
Jeszcze w okresie neolitu ok. 8 tys. lat temu tereny obecnej Sahary porastała sawanna, która uległa spustynnieniu wskutek zmian klimatycznych ok. 4 tys. lat p.n.e. Na terenach tych rozwinęła się kultura neolityczna, o czym świadczą petroglify sprzed 8–5 tys. p.n.e.

## Starożytność

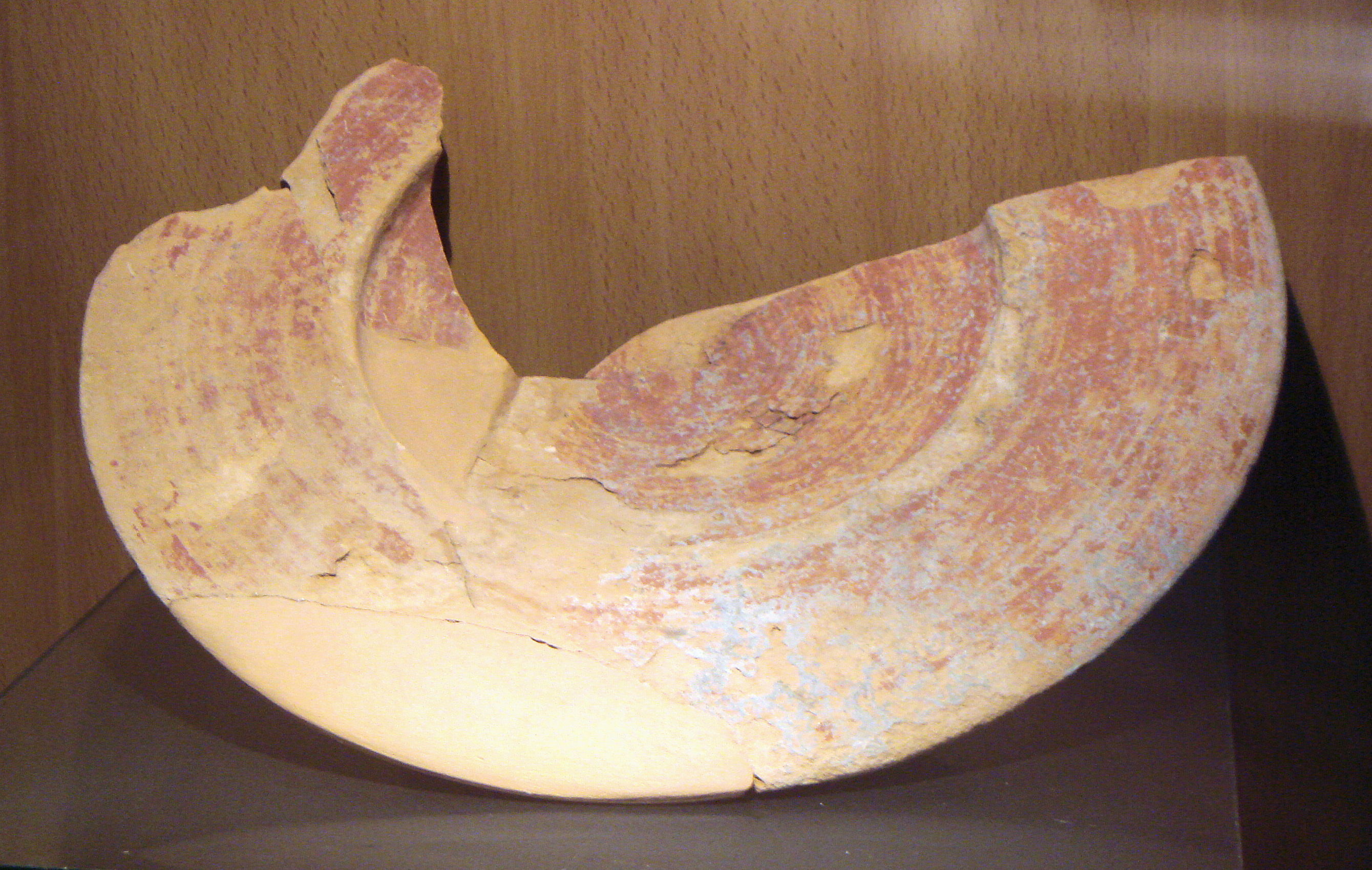
Fenicki talerz z VII w. p.n.e. znaleziony na wyspie Dżazirat Mukadur

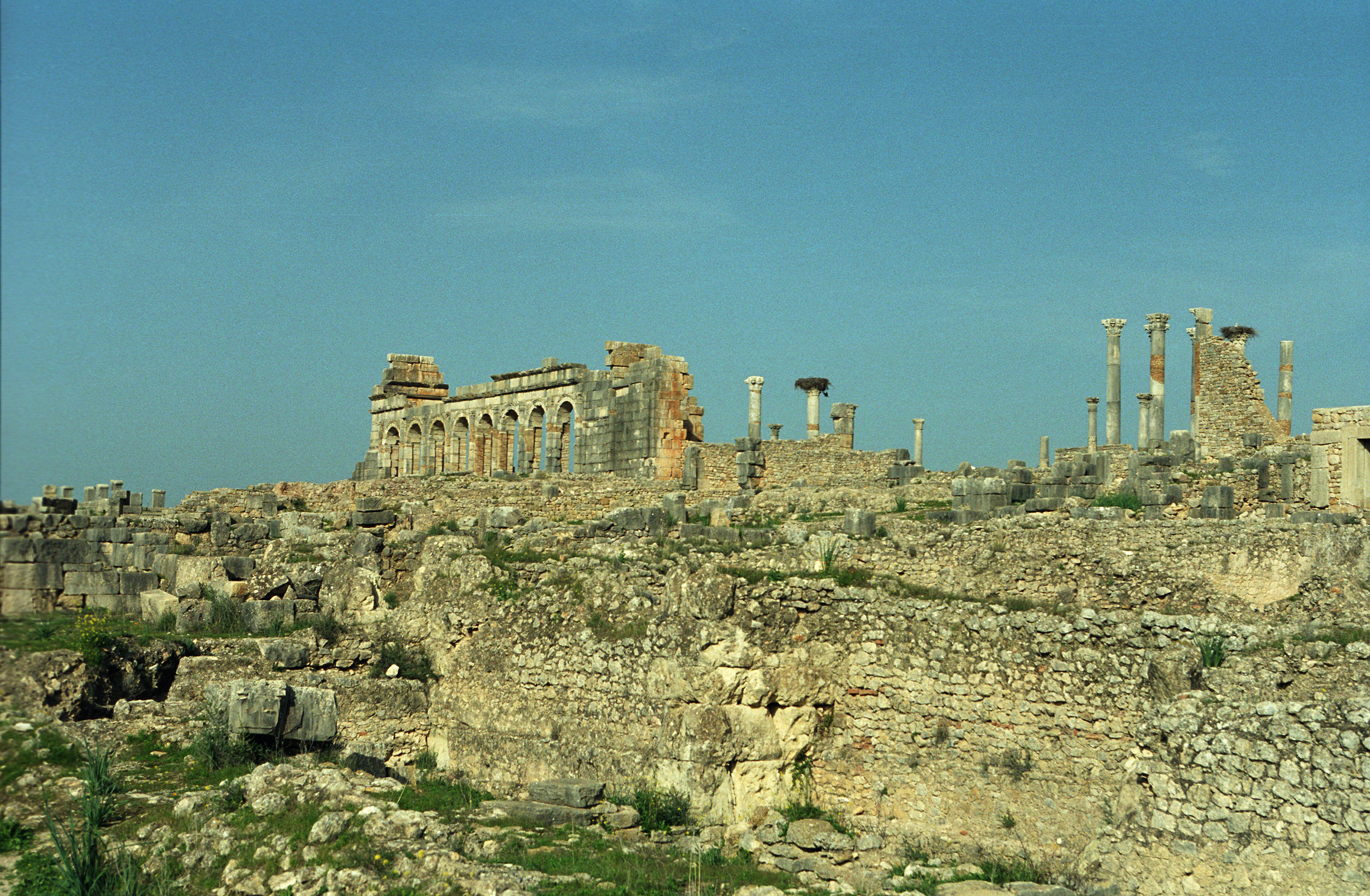
Ruiny starożytnego Volubilis

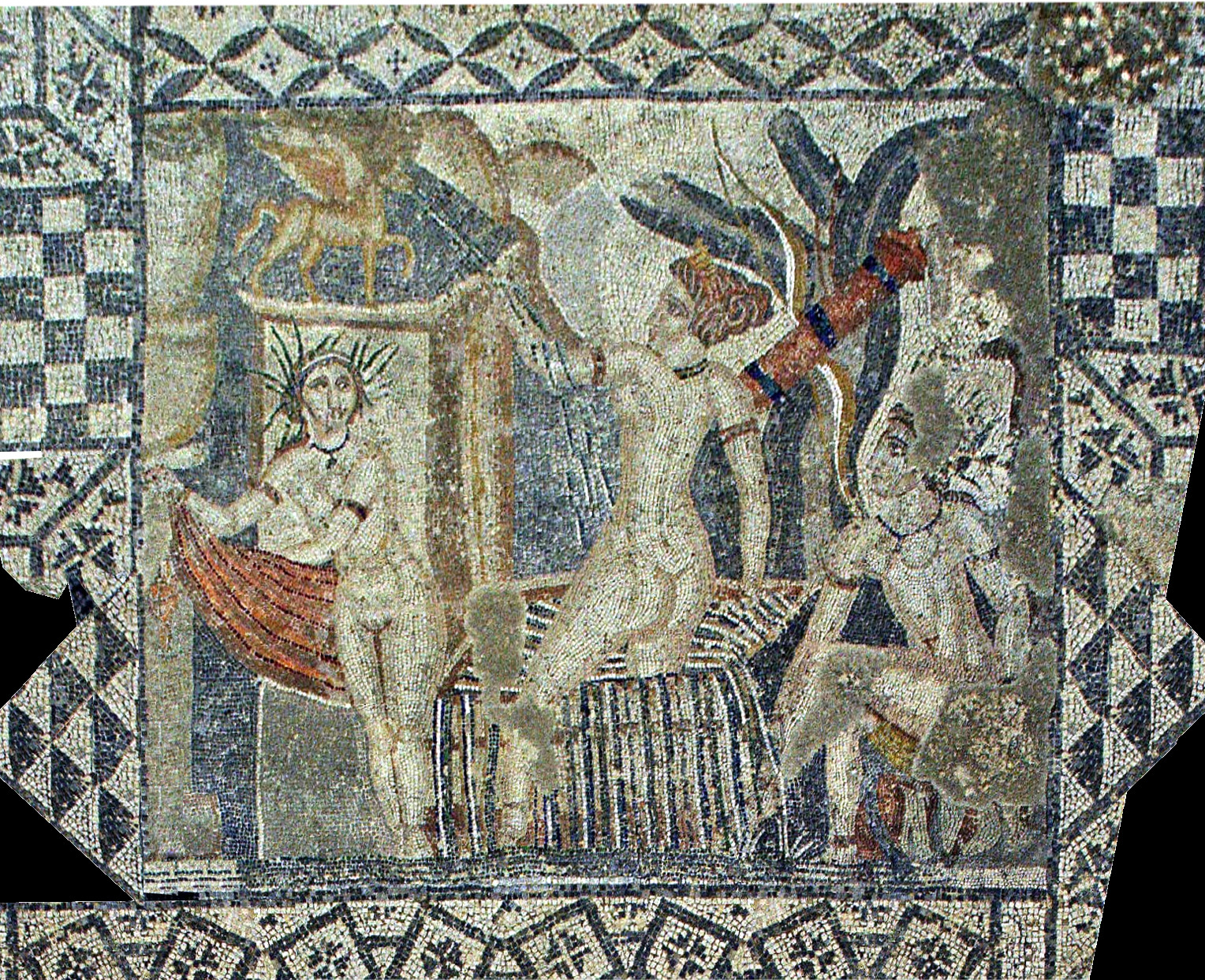
Rzymska mozaika z przedstawieniem Diany, Volubilis

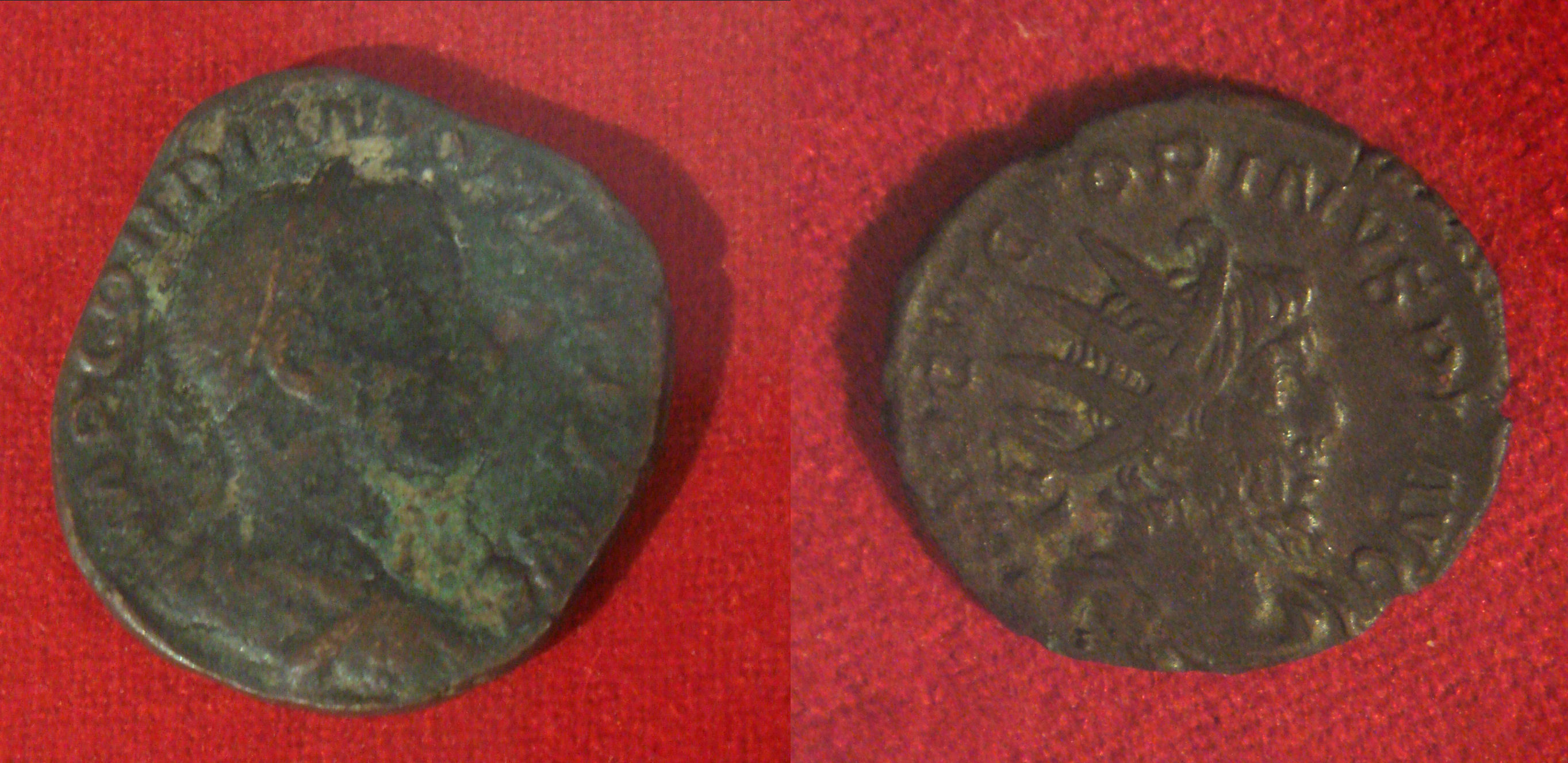
Rzymskie monety z III w. znalezione w As-Suwajra

Tereny dzisiejszego Maroka zamieszkiwały, najprawdopodobniej od drugiego tysiąclecia p.n.e., koczownicze, berberyjskie plemiona . Od XII w. p.n.e. na wybrzeżu Maroka swoje faktorie handlowe i kolonie zakładali Fenicjanie a później od V w. p.n.e. Kartagińczycy . Prowadzili handel z Berberami i nie zapuszczali się w głąb lądu. Na jednej z Wysp Purpurowych na Oceanie Atlantyckim u zachodnich wybrzeży obecnego Maroka, Fenicjanie założyli punkt hodowli i połowu ślimaków morskich, z których wydzieliny produkowano purpurę tyryjską. Po klęsce Kartaginy w wojnach z Rzymem terytoria Maroka krótko pozostawały niezależne jako lenno numidijskiego króla Mauretanii Juby II (25 p.n.e. – 40 n.e.).
W II w. p.n.e. Maurowie utworzyli na terenach obecnego Maroka i Algierii królestwo Mauretanii, które utrzymywało kontakty polityczne z Rzymem . Ok. 200 roku p.n.e. Rzymianie przywieźli do północnozachodniej Afryki wielbłądy, co przyczyniło się do rozwoju handlu karawanowego między Afryką Północną a Subsaharyjską .
W 40 r. n.e., po śmierci króla Ptolemeusza (1 p.n.e.–40 n.e.) Mauretania została wcielona do Cesarstwa Rzymskiego i podzielona na dwie prowincje. Mauretania Tingitana na zachód od Wadi Muluja obejmowała tereny obecnego północnego Maroka z głównymi ośrodkami administracyjnymi w Tingis i Volubilis. Tereny na wschód od Wadi Muluja utworzyły prowincję Mauretania Caesariensis. Prowincje te przeżywały okres największego rozkwitu w okresie od I poł. I w. do poł. III w. n.e.  Za rzymskiego panowania w Maroku osiedliło się wielu Żydów oraz dotarło tam chrześcijaństwo. Po podziale Cesarstwa Rzymskiego w 395 roku, Afryka Północna przypadła Cesarstwu Zachodniorzymskiemu .
Kraj pozostawał pod władzą Rzymu aż do 429 roku, kiedy to z Hiszpanii przybyli Wandalowie. Berberowie, by uciec przed brutalnością Wandali, zaczęli prowadzić nomadyczny styl życia. W pierwszej połowie VI wieku (533–534) Wandale zostali pokonani przez Bizancjum. Cesarstwo Bizantyńskie bez większego sukcesu próbowało zaprowadzić tu chrześcijaństwo, jednak jego faktyczna władza ograniczała się do miast i fortec.
Około sto pięćdziesiąt lat później, w VII wieku tereny te zostały podbite przez Arabów i włączone do kalifatu. Dość szybko zamieszkany głównie przez chrześcijan i skupiska Żydów kraj uległ prawie całkowitej islamizacji oraz silnej arabizacji.

## Arabskie panowanie
Pierwszą wyprawę arabską celem podboju Afryki Północnej poprowadził w 681 roku Ukba ibn Nafi (zm. 683), który został gubernatorem Ifrikijji . Berberowie przez lata stawiali opór inwazji, ulegając w 710 roku armii Musy Ibn Nusajra (640–716), który potem piastował funkcję gubernatora Afryki Północnej . Ibn Nusajr założył bazy wojskowe w Tilimsan (zachodniej Algierii) i marokańskim Tangerze oraz faktorię handlową w Tafilalt w południowym Maroku. Tereny obecnego Maroka zostały włączone do kalifatu Umajjadów . Podbici Berberowie przeszli na islam i wzmocnili armię arabską w wyprawie na podbój Półwyspu Iberyjskiego. Ifrikijja obejmowała Trypolitanię, Tunezję, wschodnią Algierię, tereny obecnego Maroka i Hiszpanii.
W latach 739–740 roku Berberowie na obecnych terenach południowego Maroka w okolicach Tangeru, pozostający pod wpływem charydżyzmu zbuntowali się przeciwko kalifatowi, przeprowadzając rebelię, która była także odpowiedzią na brutalność władz kalifatu, które traktowały Berberów jako źródło niewolników. Niewolnicy byli pozyskiwani z najazdów na tereny obecnego Maroka, które nie poddały się w pełni władzy arabskiej. Rebelia została stłumiona a Arabowie pojmali wielu niewolników i zagrabili berberyjskie złoto. Bunt otworzył jednak drogę dla trzech niezależnych dynastii w regionie: charydżyckiej Midrarydów w Tafilalcie, charydżyckiej Rustamidów w Algierii i sunnickiej Idrysydów w Fezie.

### Państwo Idrysydów
Dynastia Idrysydów została zapoczątkowana przez Idrisa I (zm. 791), potomka kalifa Alego ibn Abi Taliba, który zmuszony do ucieczki z Medyny, przybył na tereny Maroka. Wsparli go lokalni Berberowie, wśród których rozpropagował islam i został przez nich obwołany imamem. Ośrodkiem jego władzy stała się Walila (starożytne Volubilis). Idris I został zamordowany przed narodzinami syna, który później jako Idris II (791–828) umocnił władzę i przeniósł stolicę do Fezu. Państwo Idrisa II obejmowało większość terytorium obecnego Maroka. W latach 60. IX w. pozycja Idrysydów zaczęła tracić na znaczeniu, a wpierający ją Berberowie sprzymierzyli się z Umajjadami z Hiszpanii. Najstarszy syn Idrisa II Muhammad ibn Idris (828–836) podzielił kraj na 9 części, sam rządził w Fezie, a pozostałymi częściami rządzili jego bracia. Za jego panowania Fez przeżywał okres rozkwitu, a po wzniesieniu Meczetu Andaluzyjskiego stał się ważnym ośrodkiem religijnym. Sunniccy Idrysydzi kontrolowali miasta, lecz większość terytorium ich państwa pozostawała pod wpływem charydżyzmu i doszło do kolejnych rebelii berberyjskich. Ostatecznie państwo Idrysydów upadło pod presją Fatymidów w 921 roku. Kolejne lata naznaczone były walką o dominację na tych terenach między Fetymidami a Umajjadami.
Później na terenie Maroka pojawiły się dynastie Almorawidów (od około 1062 roku) a następnie Almohadów (od 1174), które w okresie od XI do XIII wieku zapewniły krajowi status znacznej potęgi i przyłączyły do niego Andaluzję, Tunezję, Algierię oraz Trypolitanię  .

### Państwo Almorawidów

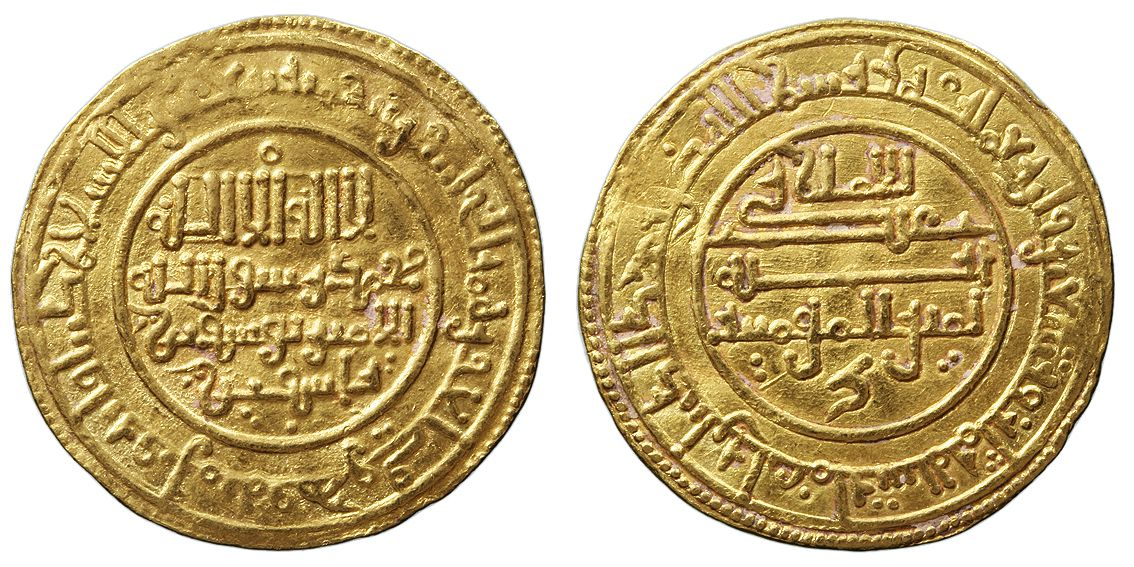
Złoty denar ibn Taszfina, XI w.

W połowie XI w. do władzy doszli Almorawidzi wywodzący się z bractwa religijnego szerzącego poglądy Ibn Jasina (zm. 1058) . Po śmierci ibn Jasina w 1059 roku przywództwo objął Abu Bakr ibn Umar, a następnie jego kuzyn Jusuf ibn Taszfin (1061–1106). Za czasów Taszfina państwo przeżywało największy rozkwit . Taszfin założył Marrakesz (1062 rok), opanował środkowy Maghreb (1082 rok), a następnie muzułmańską część Hiszpanii . Dynastia Almorawidów panowała przez 86 lat.

### Państwo Almohadów

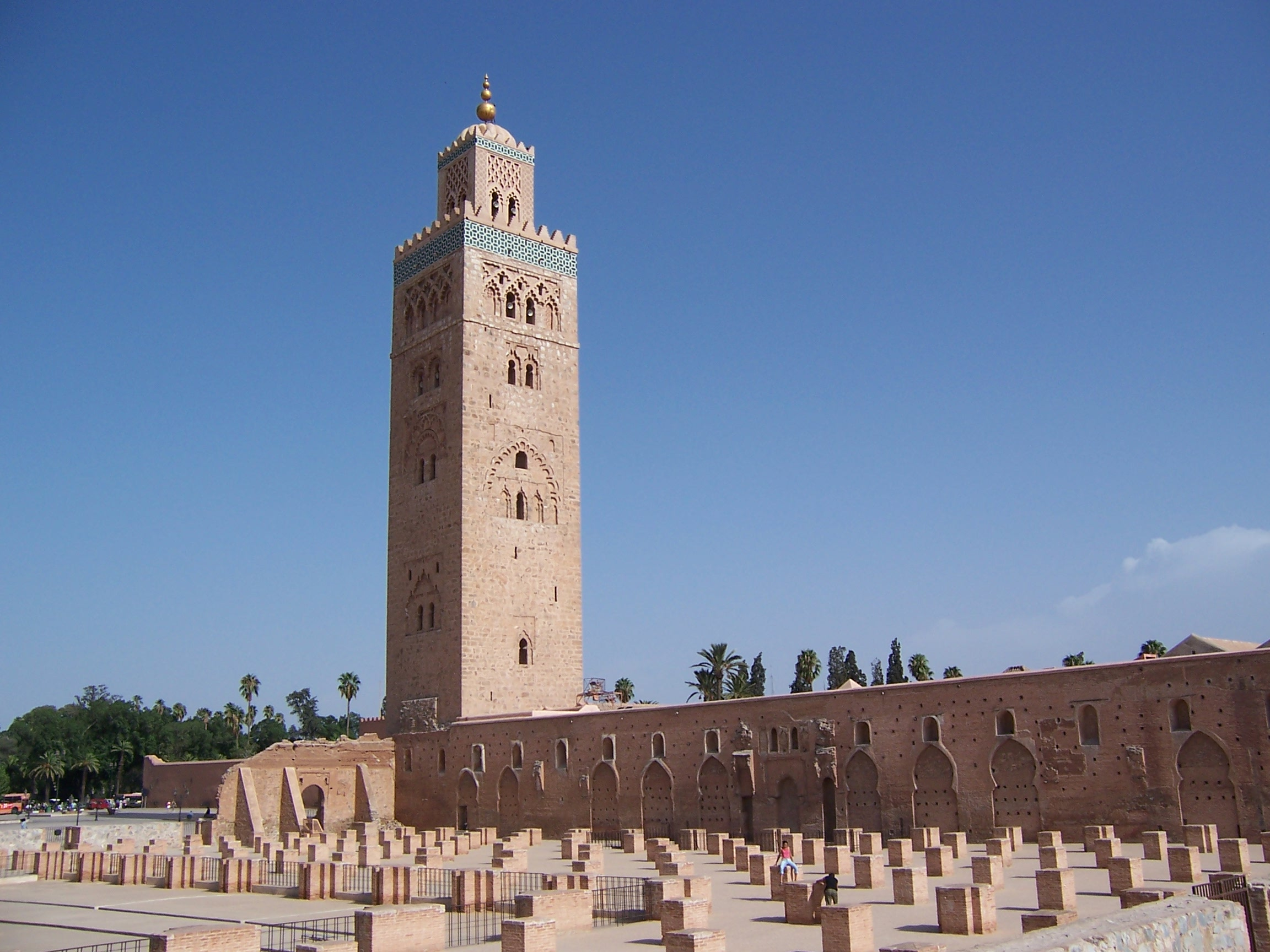
Meczet Księgarzy zwniesiony w Marakeszu przez Almohadów

W połowie XII w. władzę przejęli Almohadzi wywodzący się z ruchu odnowy religijnej zapoczątkowanego przez Ibn Tumarta (1080–1128). Ibn Tumart pochodził z górskiego plemienia berberyjskiego Masmuda z Atlasu Wysokiego i był zwolennikiem ortodoksyjnej teologii Al-Aszariego (873–935) . Almohadzi głosili tauhid – przekonanie o jedyności Boga. Almohadzi uznali Ibn Tumarta za mahdiego. Po śmierci Ibn Tumarta przywództwo ruchu objął wyznaczony przez niego uczeń Abd al-Mumin (1094–1163) , który podporządkował sobie tereny Atlasu Wysokiego i Środkowego, następnie północne Maroko (1139 rok), Fez (1146) i Marakesz (1147). W kolejnych latach podbił muzułmańską Hiszpanię i obszary wschodniego Maghrebu. W 1160 roku cały Maghreb został po raz pierwszy zjednoczony . Stolicą państwa Almohadów stał się Marakesz . Dwór Almohadów był prężnym ośrodkiem kultury i nauki, gdzie m.in. działał Ibn Ruszd (1126–1198), który napisał komentarze do dzieł Arystotelesa. Maroko stało się ważnym ośrodkiem przemysłowym, m.in. produkcji jedwabiu. Dynastia Almohadów panowała przez 121 lat. Kres jej potędze położyły konflikty wewnętrzne i klęska w bitwie z wojskami chrześcijańskimi pod Las Navas de Tolosa w Hiszpanii w 1212 roku.
Po upadku Almohadów Maghreb podzielił się na trzy państwa: Hafsydów na terenie obecnej Tunezji, wschodniej Algierii i Trypolitanii, Marynidów na obszarze dzisiejszego Maroka oraz Zajjanidzi w zachodniej Algierii.

### Państwo Marynidów

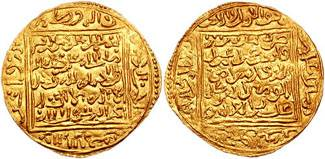
Monety wybite w Fezie za panowania sułtana Maroka Abu Inana Farisa (1348–1358)

W połowie XIII w. władzę przejęli Marynidzi wywodzący się z grupy berberskich plemion Zanata, którzy już na początku XII w. toczyli walki z Almohadami we wschodnim Maroku . W 1248 roku Abu Jahja Abu Bakr (zm. 1258) przeniósł stolicę z Rabatu do Fezu. W 1269 roku Abu Jusuf Jakub (zm. 1286) dokończył podboju całego Maroka i ogłosił się sułtanem . W okresie 1275–1340 Marynidzi prowadzili świętą wojnę z chrześcijanami na Półwyspie Iberyjskim . W Afryce Północnej walczyli z Hafsydami i Zajjanidami, by odbudować imperium Almohadów . Ostatnie próby zjednoczenia Maghrebu podjął sułtan Abu Inan Faris (1351–1358), lecz podobnie jak jego poprzednicy nie odniósł sukcesu. Po jego zabójstwie w 1358 roku nastąpił stuletni okres chaosu i anarchii w państwie, kiedy sułtani byli kontrolowani przez wezyrów. Ostatecznie państwo Marynidów upadło w 1465 roku, a władzę nad Marokiem przejęli Wattasydzi .

### Państwo Wattasydów

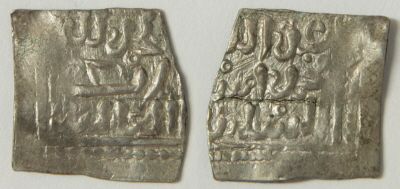
Srebrne monety z okresu panowania Muhammada al-Burtukaliego

Wattasydzi urośli w siłę jako wezyrowie na dworze marynidzkich sułtanów. Pierwszym sułtanem z rodu Wattasydów został w 1472 roku Muhammad asz-Szajch al-Mahdi (zm. 1505) . Władza Wattasydów nie została powszechnie zaakceptowana przez marokańskie plemiona – Wattasydzi mieli mocną pozycję w Fezie i miastach, natomiast na prowincji władze sprawowali przywódcy plemienni i coraz większą popularność zdobywał sufizm. Państwo Wattasydów było słabe, co wykorzystywały Hiszpania i Portugalia. Asz-Szajch zawarł sojusz i za jego panowania Portugalczycy opanowali najważniejsze porty atlantyckie: Tanger (1471 rok), Al-Ara’isz (1473) i Azammur (1486). Asz-Szajch powstrzymał ich inwazję w północnym Maroku, lecz nie przeciwstawił się ekspansji Portugalczyków na południu kraju – Portugalia zdobyła kontrolę nad handlem z Czarną Afryką . Działania kolejnego sułtana Muhammada al-Burtukaliego (zm. 1524) nie powstrzymały portugalskiej konkwisty .
W 1492 roku po upadku Emiratu Grenady, do państwa Wattasydów przybyli żydowscy i muzułmańscy uchodźcy przed inkwizycją hiszpańską. W latach 1505–1510 Hiszpanie zaczęli umacniać swoje pozycje na wybrzeżu północnoafrykańskim. Jeszcze w 1497 roku zajęli opuszczoną Melillę. Silna obecność chrześcijan zrodziła lokalny sprzeciw, co umożliwiło dojście do władzy w Maroku Sadytom.

### Państwo Sadytów

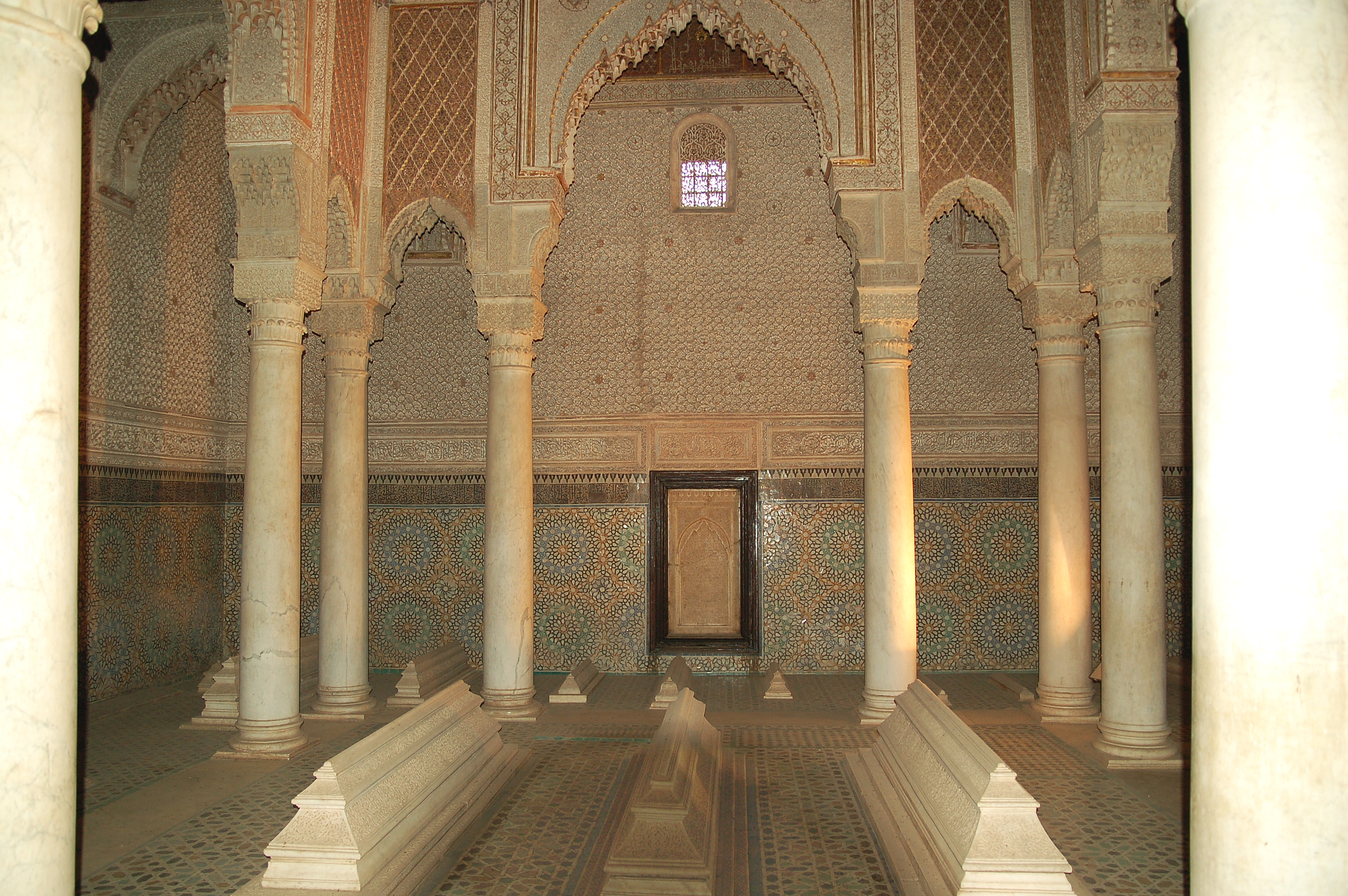
Nekropola Sadytów w Marrakeszu

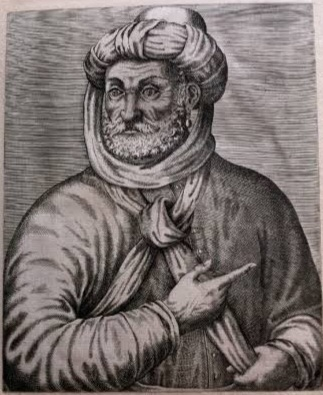
Ahmad I al-Mansur, XVII w.

Od początku XVI wieku na sile zaczął zyskiwać ruch marabutów pod przywództwem arabskiego rodu Sadytów, którzy pochodzili z Tidzi w rejonie Tagmadert, położonym w dolinie rzeki Wadi Dara, gdzie sprawowali lokalną władzę. Sadyci uznawali się za potomków Mahometa i używali tytułu szarifa . Prowadzili świętą wojnę – w 1548 roku zdołali zająć Fez i obalić ostatniego wattasydzkiego sułtana Abu al-Abbasa Ahmada (zm. 1549). Wattasydzi odzyskali przejściowo tron w 1554 roku pod rządami Abu Hassuna (zm. 1554), jednak jeszcze w tym samym roku władzę w kraju przejął saadycki sułtan Muhammad asz-Szajch (zm. 1557). Po pokonaniu Wattasydów w 1557 roku Sadyci utworzyli państwo ze stolicą w Marrakeszu . Wypędzili chrześcijan – zlikwidowali większość enklaw portugalskich na wybrzeżu, m.in. w 1541 roku odbili z rąk portugalskich port w Agadirze i uczynili głównym portem dla handlu trans-saharyjskiego. Oparli się zbrojnie Turcji osmańskiej . W 1578 roku – w Bitwie Trzech Króli – pokonali armię portugalskiego króla Sebastiana . Zwycięstwo położyło kres europejskim atakom na trzy stulecia . Do 1591 roku Sadyci zajęli terytorium Songhaju z Timbuktu.
W południowym Maroku rozwinęli na niespotykaną w jego dziejach skalę uprawę trzciny cukrowej oraz produkcję cukru z przeznaczeniem na eksport do Europy . Plantacje i rafinerie stanowiły osobiste dobra sułtanów .
Okres największej potęgi Sadytów przypada na panowanie Ahmada al-Mansura (1578–1603), które określane jest „złotym wiekiem” Maroka . Al-Mansur przeprowadził reformy administracji i wojska . W 1591 roku stworzył armię z 4 tys. europejskich najemników – pierwszą profesjonalną armię Maroka. Al-Mansur zjednoczył Maroko po trwającym od drugiej połowy XIV wieku rozbiciu dzielnicowym. Wraz z królową Anglii, Elżbietą I planował podbój Hiszpanii. Po śmierci Al-Mansura kraj ogarnęły krwawe spory sukcesyjne i państwo Sadytów rozpadło się na kilka księstw .

### Dynastia Alawitów

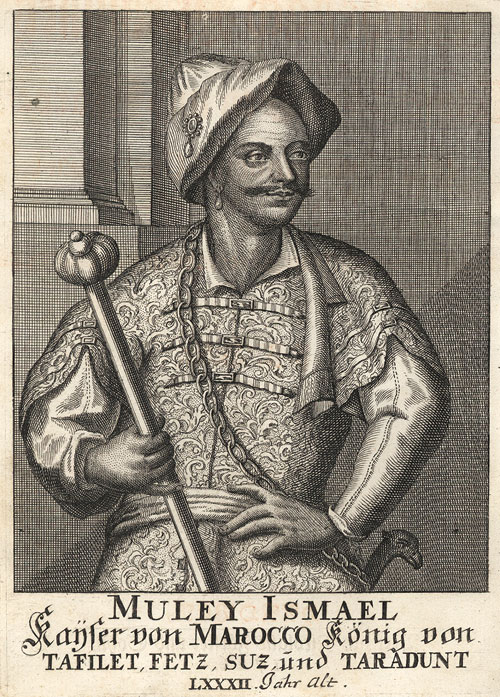
Maulaj Isma’il (1645–1727), 1726

Po sześciu dekadach chaosu, w roku 1666, tron Maroka przejął inny ród szarifów, Alawici, którzy rządzą krajem do dziś .
Alawici byli wspierani przez Arabów, którzy przybyli na tereny Maroka za czasów Almohadów. Założyciel dynastii Alawitów Maulaj Raszid (1631–1672) zmobilizował ich do walki z Berberami. Zjednoczenia kraju dokonał jego brat Maulaj Isma’il (1645–1727) przy pomocy profesjonalnej armii złożonej z niewolników (arb. ʿAbīd al-Bukhārī) – potomków murzyńskich niewolników, sprowadzonych do Maroka za czasów Al-Mansura. Liczebność armii szacowana jest na 150 tys. żołnierzy.
Maroko budowało swą potęgę na handlu złotem, czarnymi niewolnikami, solą i na popieraniu piractwa morskiego przeciwko państwom chrześcijańskim. Dzięki silnej władzy było jedynym krajem Maghrebu, który nie znalazł się pod panowaniem osmańskim . W 1673 roku Maulaj Isma’il ustanowił stolicę kraju w Meknes, gdzie wybudował liczne pałace, meczety, ogrody i fontanny – przez co Meknes nazywane jest „marokańskim Wersalem” . Po jego śmierci rozgorzały walki o władzę, zakończone dopiero za panowania sułtana Muhammada III (1710–1790) w XVIII wieku.
Muhammad III zreformował państwo, wprowadzając administrację na wzór osmański, zreformował armię i wprowadził system podatkowy bazujący na importowych opłatach celnych w handlu zamorskim. Przebudował porty atlantyckie i wprowadził monopole na eksport towarów. By wzmocnić poparcie dla zmian, remontował meczety na terenie całego kraju. Reorganizacja wynagrodzeń ulemów oraz osobiste zaangażowanie się sułtana w ustanowienie nowych planów nauki i list lektur w meczetach, oraz w interpretację i stanowienie nowego prawa, przysporzyły władcy wielu przeciwników, w tym syna Jazida (1750–1792). Po śmierci Muhammada III i Jazida tron w końcu objął inny syn sułtana – Maulaj Sulajman (1760–1822), który kontynuował politykę ojca i rozwijał handel.
Pod koniec XVIII i na początku XIX wieku, Maroko prowadziło politykę izolacjonizmu, by oprzeć się kolonialnym dążeniom rywalizujących ze sobą mocarstw europejskich .

## XIX wiek

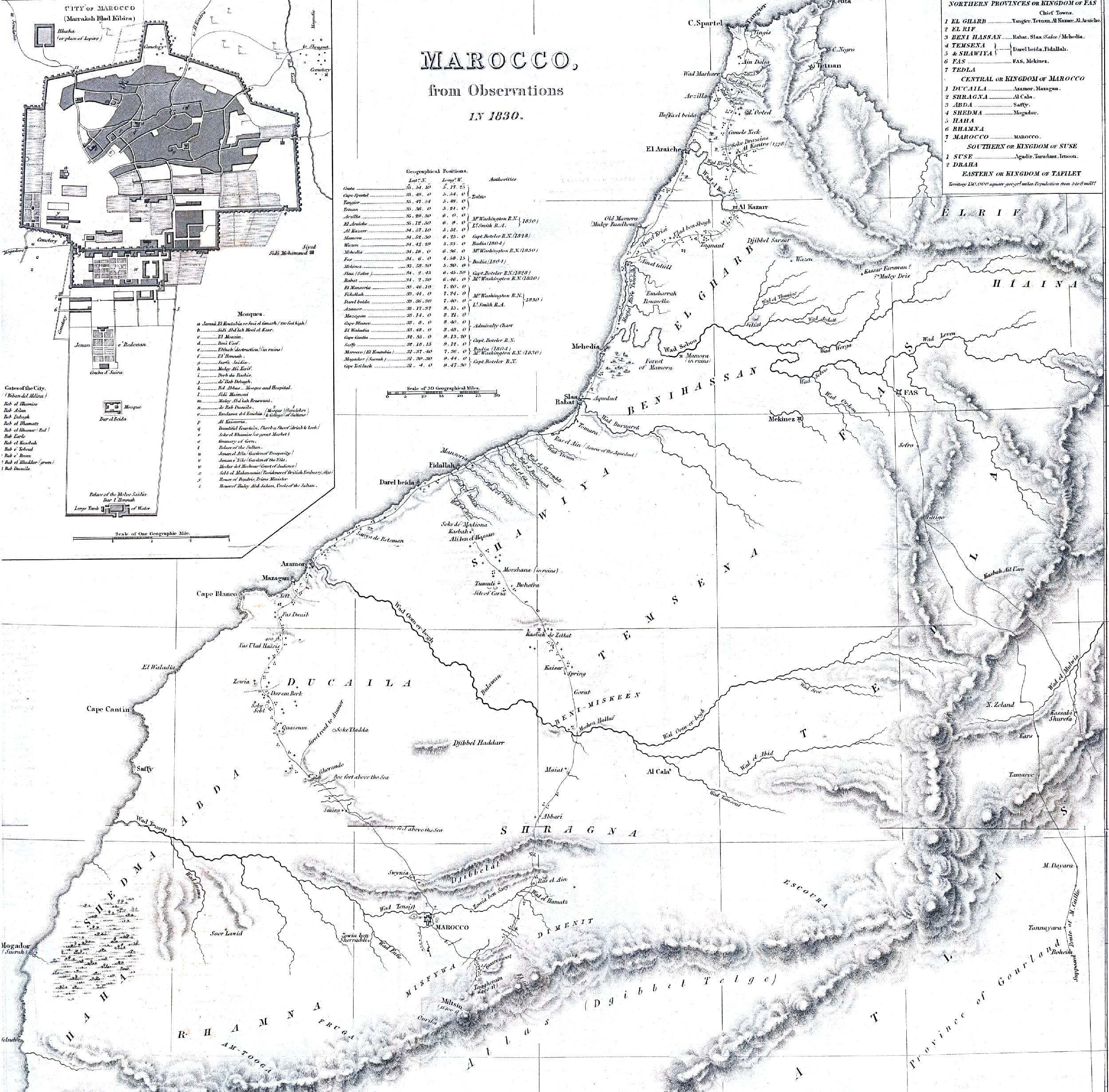
Maroko w 1830

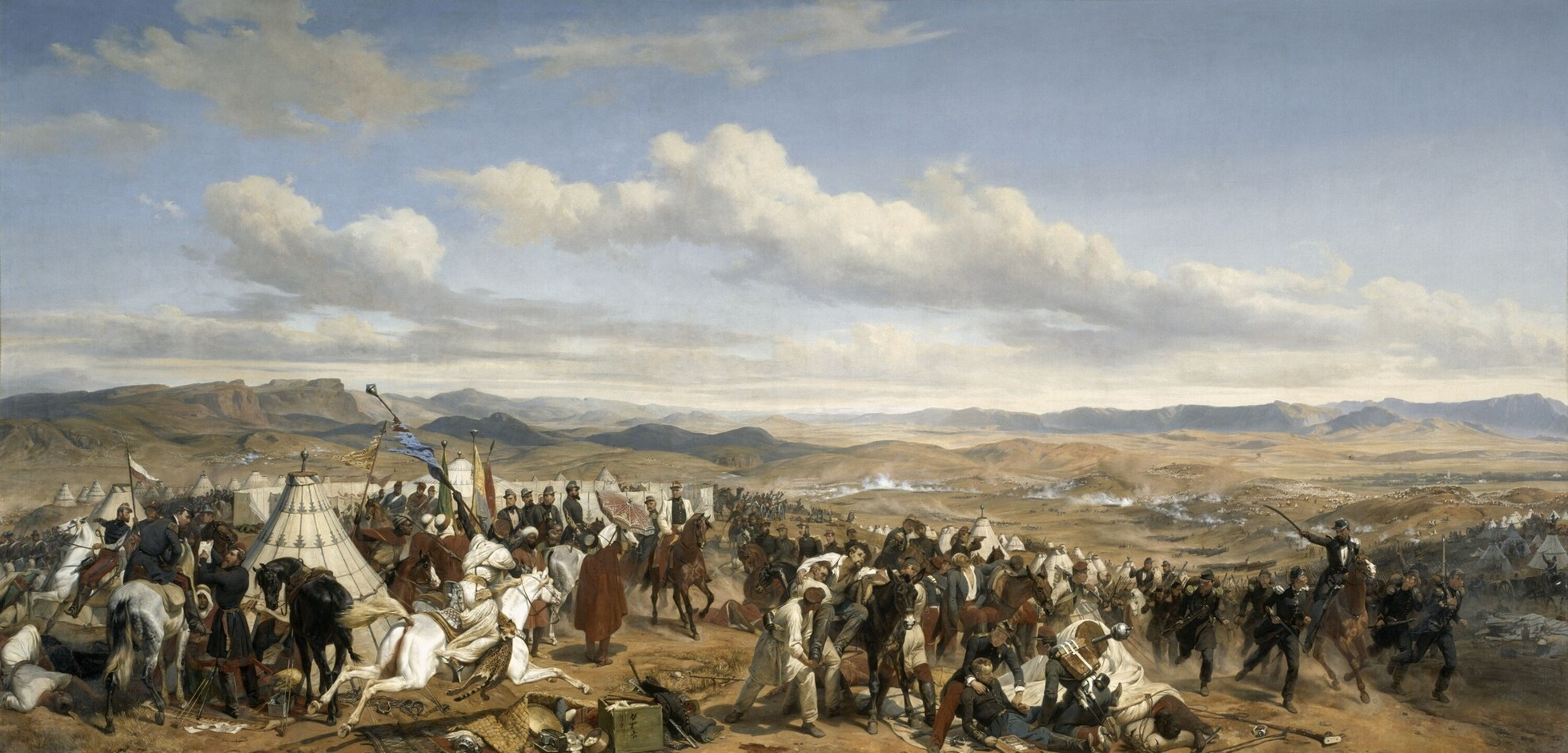
Bitwa nad rzeką Isly, Horace Vernet, 1844–1846

Działania piratów berberyjskich, napadających na statki amerykańskie doprowadziły do I wojny berberyjskiej ze Stanami Zjednoczonymi w latach 1801–1805. W konflikcie uczestniczyły kraje berberyjskie – współczesne Algieria, Maroko, Libia i Tunezja – które wówczas wspierały piractwo jako źródło dochodów budżetowych. W 1801 roku prezydent Thomas Jefferson (1743–1826) odmówił płacenia haraczu za ochronę przed piratami i dla ochrony statków amerykańskich wysłał okręty marynarki. Konflikt został zakończony podpisaniem pokoju w 1805 roku, na mocy którego USA nie musiały płacić haraczu, lecz zgodziły się zapłacić okup za jeńców pojmanych w trakcie konfliktu.
Gdy Francja zajęła Algierię w 1830 roku, sułtan Maroka Abd ar-Rahman (1778–1859) udzielał pomocy walczącemu z kolonistami emirowi Abd al-Kadirowi (1808–1883) , który zbiegł do Maroka w 1844 roku . Francuzi zbombardowali Tanger i As-Suwajrę, a wysłana na granice z Algierią armia marokańska została pokonana w bitwie nad rzeką Isly . Sułtan zobowiązał się do internowania lub wydalenia z kraju Abd al-Kadira, jeśli ten ponownie znalazłby się na terytorium Maroka – w 1846 roku wojska marokańskie zmusiły Abd al-Kadira do poddania się Francuzom . I wojna francusko-marokańska zakończyła się podpisaniem traktatu w Tangerze, w którym Maroko uznało zwierzchnictwo Francji nad Algierią . Traktat ustanowił również granicę między Marokiem i Algierią, która bez większych zmian obowiązuje do dziś .
W latach 1848–1865 o wpływy w Afryce Północnej i Maroku konkurowały Wielka Brytania, Francja i Hiszpania. Po śmierci Abd ar-Rahmana w 1859 roku Hiszpania wypowiedziała Maroku wojnę z powodu konfliktu o granice hiszpańskiej enklawy Ceuty . W 1860 roku Hiszpania zajęła Tetuan . By zakończyć wojnę, Maroko zapłaciło kontrybucje w wysokości 20 milionów USD, uznało prawa Hiszpanii do Ceuty i Melilli , zgodziło się na poszerzenie granic Ceuty i zobowiązało do przekazania na rzecz Hiszpanii Ifni .
Sułtan Muhammad IV (1803–1873) bez powodzenia próbował zreformować armię . Jego syn Hasan I (1836–1894) z trudnością zachował niepodległość kraju . Po śmierci Hasana tron przypadł nieletniemu Abd al-Azizowi (1880–1943) . Jego nieudolne rządy spowodowały upadek gospodarczy, olbrzymie zadłużenie kraju w bankach francuskich i osłabiły Maroko .

## Maroko protektoratem

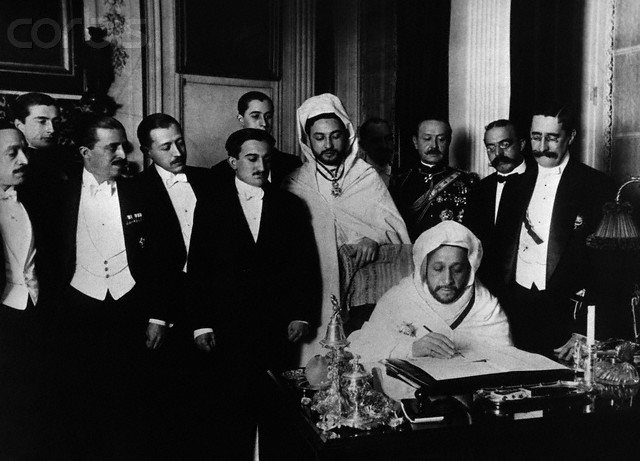
Ambasador Maroka podpisujący traktat w Algeciras, 1906

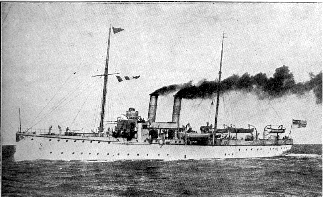
Kanonierka SMS Panther

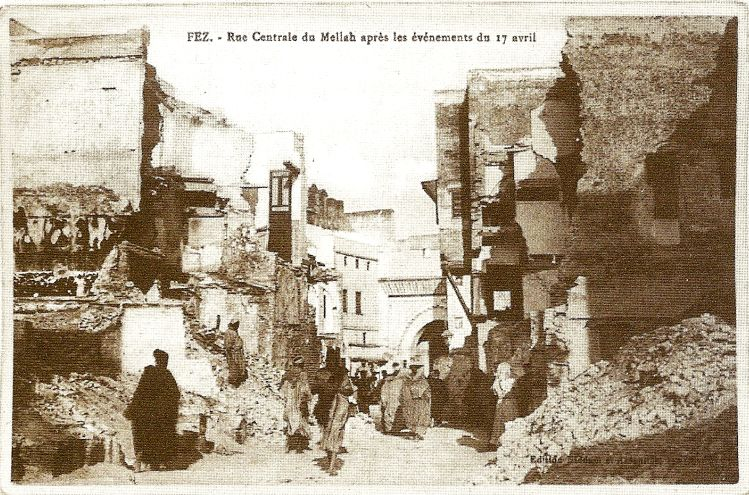
Ulica w Fezie po powstaniu feskim w proteście przeciwko podpisaniu trakatatu feskiego, 1912

Europejskie mocarstwa skorzystały z okazji, by umocnić swoje wpływy . W 1904 roku Wielka Brytania i Francja zawarły porozumienie Entente cordiale kończąc spory kolonialne . Wielka Brytania dała Francji wolną rękę w Maroku w zamian za nieinterweniowanie w plany brytyjskie w Egipcie . Jednocześnie Francja zgodziła się, by północne Maroko było strefą wpływów hiszpańskich . Włochy nie wtrącały się w sprawy Maroka, ponieważ Francja nie ingerowała w sprawy włoskie w Libii .
Planom tym sprzeciwiły się Niemcy, domagając się omówienia sprawy Maroka na międzynarodowej konferencji . W 1905 roku do Maroka przybył niemiecki cesarz Wilhelm II Hohenzollern (1859–1941), wygłaszając oświadczenie o niepodległości Maroka . Niemcy wysłały do Tangeru także swoją flotę . Nabrzmiewający kryzys został zażegnany przez rozmowy i podpisanie międzynarodowego porozumienia .
W 1906 roku w hiszpańskim Algeciras odbyła się konferencja w sprawie Maroka, podczas której podpisano traktat potwierdzający niepodległość Maroka i tzw. zasadę otwartych drzwi dla handlu międzynarodowego . Na mocy traktatu Francja i Hiszpania nadzorowały porty marokańskie i pobierały opłaty celne . Międzynarodowa ingerencja w wewnętrzne sprawy Maroka spowodowała wojnę domową i zmianę władzy . W 1907 roku brat sułtana Maulaj Abd al-Hafiz (1875–1937) zapoczątkował rebelię w Marrakeszu, rok później pokonał sułtana, doprowadził do jego abdykacji i przejął tron .
W 1909 roku Francja i Niemcy ustanowiły polityczny prymat Francji z uznaniem niepodległości Maroka i przy jednoczesnym równouprawnieniu innych mocarstw pod względem gospodarczym . Konflikty interesów, szczególnie w sferze gospodarczej, jednak nie ustały . W 1911 roku doszło do tzw. kryzysu marokańskiego. Wiosną 1911 roku, na prośbę sułtana, który przebywał w Fezie oblężonym przez Berberów, wojska francuskie zajęły Fez i Rabat . Pod pretekstem potrzeby ochrony Europejczyków, wojska francuskie weszły w głąb lądu. Niemcy widziały w tym naruszenie traktatów z 1906 i 1909 roku . W lipcu 1911 roku sekretarz stanu w niemieckim Ministerstwie Spraw Zagranicznych Alfred von Kiderlen-Wächter (1852–1912) wysłał do Agadiru kanonierkę „Panther”, a dwa tygodnie później Niemcy przedstawiły Francji żądanie zrzeczenia się na rzecz Niemiec Konga Francuskiego . Francja wspierana przez Wielką Brytanię nie ustępowała, a w Niemczech pojawiły się głosy nawołujące do wojny . Ostatecznie w listopadzie 1911 roku zawarto w Berlinie porozumienie: Niemcy zrzekły się wszelkich wpływów politycznych w Maroku, zachowując w pełni wpływy gospodarcze, a Francja oddała Niemcom część Konga, otrzymując w zamian części niemieckiego Togo i Kamerunu .
W zamian za protekcję francuską sułtan był zmuszony podpisać rok później traktat feski . Na mocy tego porozumienia Maroko stało się francuskim protektoratem, przy czym Hiszpania uzyskała północną część kraju, a Tanger przekształcono w strefę międzynarodową . Sułtanat został utrzymany w protektoracie francuskim, lecz realną władzę sprawował francuski minister-rezydent, który odpowiadał przed rządem w Paryżu . Pozycja marokańskiego rządu – makhzanu – była bardzo słaba . Pierwszym rezydentem Maroka był francuski generał Louis Hubert Gonzalve Lyautey (1854–1934), który był zwolennikiem kooperacji z marokańskimi władzami i wsparł Maulaja Jusufa (1882–1927) w objęciu tronu w 1912 roku . Stolicą kraju został Rabat, a głównym portem Casablanca .

## Droga do niepodległości

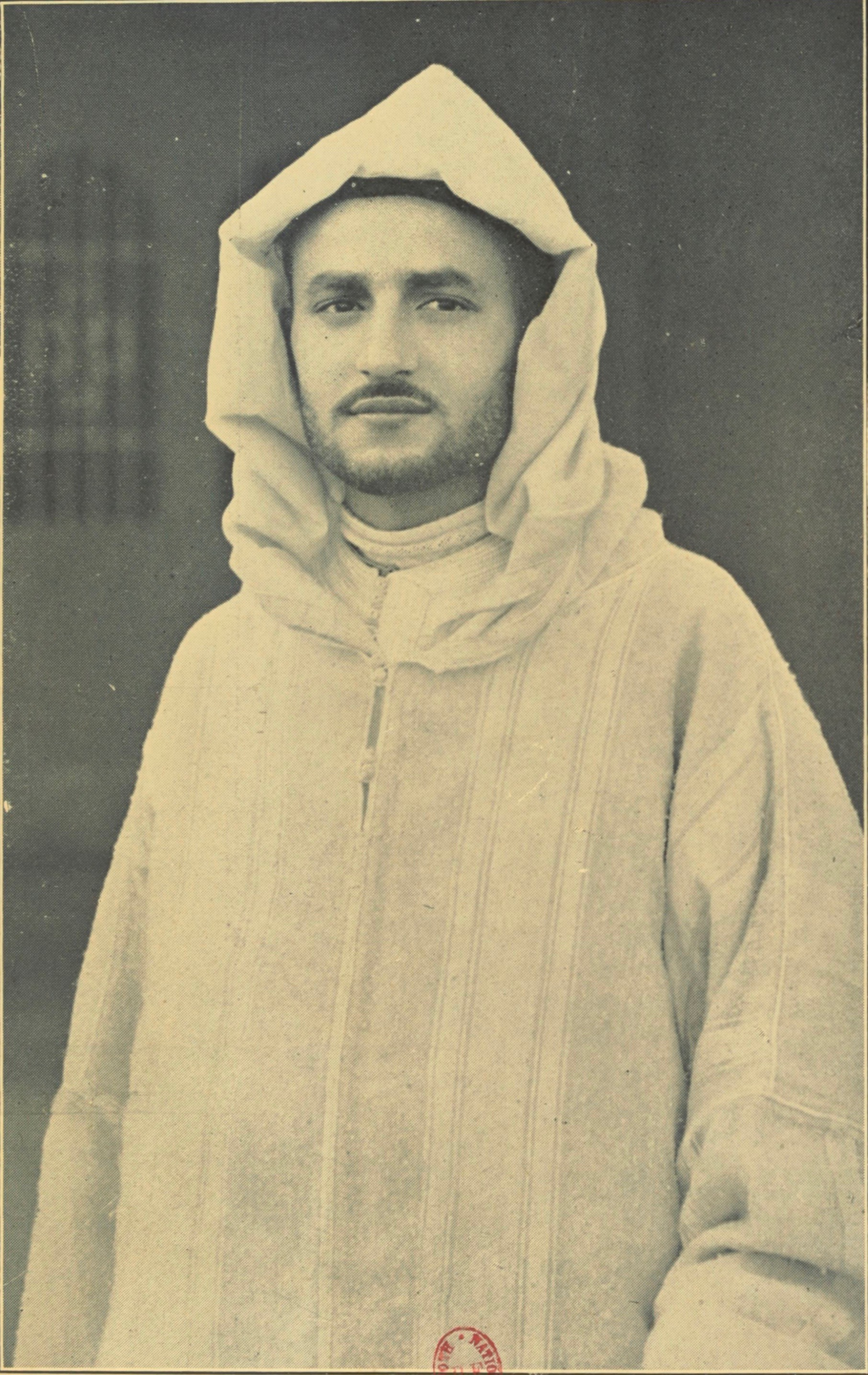
Sułtan Muhammad V, 1934

W roku 1921, w proteście przeciwko kolonizatorom, w Maroku Hiszpańskim wybuchło powstanie Rifenów, na którego czele stał Abd al-Karim (1882–1963) . W jego wyniku powstała Republika Rifu . Została ona jednak zlikwidowana w 1926 roku przez połączone siły Francji oraz Hiszpanii .
W 1926 roku Lyauteya zastąpił cywilny minister-rezydent, co wiązało się ze zmianami w sposobie zarządzania krajem – wprowadzono administrację kolonialną, zwiększono obecność Europejczyków, a berberskiej młodzieży oferowano wykształcenie we Francji . Pro-niepodległościowo nastawiona młodzież marokańska skupiona była w dwóch niezależnych kręgach w Rabacie i w Fezie – domagała się zakończenia państwa kolonialnego, reformy edukacji i systemu sprawiedliwości .
W 1927 roku zmarł sułtan Maulaj Jusuf, a władze francuskie na tron wyznaczyły jego młodszego syna Muhammada (1909–1961), który miał być bardziej uległy niż jego dwaj starsi bracia . W 1930 roku, władze protektoratu wydały „dahir berberyjski”, który wyłączał prawie wszystkie plemiona uznane przez administrację za „berberyjskie” spod kontroli prawa islamskiego i poddawał je jurysdykcji sądów prawa zwyczajowego . Dekret był przejawem nowej polityki zmierzającej do zasymilowania Berberów z Francją  i osłabienia marokańskiego poczucia jedności narodowej . „Polityka berberyjska” przyniosła skutki odwrotne od zamierzonych – wzmocniła rozwój marokańskiego nacjonalizmu  . W 1933 roku nacjonaliści marokańscy wprowadzili święto narodowe Święto Tronu (fr. Fête du Trône) w rocznicę objęcia tronu przez Muhammada V, aby wynieść sułtana do rangi symbolu narodowego . Podczas wizyty w Fezie w 1934 roku Muhammad V spotkał się z gorącym przyjęciem, któremu towarzyszyły antyfrancuskie demonstracje, przez co władze protektoratu przerwały jego wizytę . Wkrótce potem zaczęły powstawać liczne organizacje polityczne dążące do niepodległości Maroka . W 1937 roku doszło w Meknès do kolejnej rewolty, kiedy francuscy osadnicy mieli kraść wodę do irygacji rolnikom muzułmańskim . W jej następstwie jeden z liderów niepodległościowych Allal al-Fassi (1910–1974) został zesłany do Gabonu .

### II wojna światowa

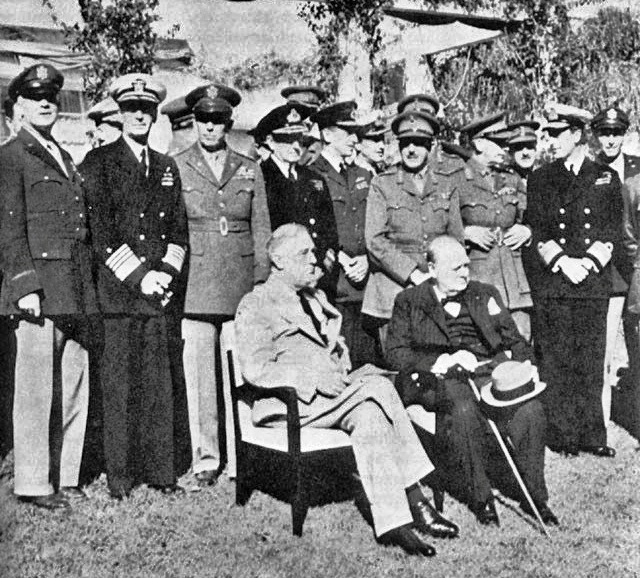
Prezydent USA F. D. Roosevelt i premier Wielkiej Brytanii W. Churchill podczas konferencji w Casablance, 1943

Po wybuchu II wojny światowej sułtan wezwał Marokańczyków do współpracy z Francją i wojsko marokańskie zostało wysłane do Francji . Po zajęciu Francji przez hitlerowskie Niemcy w 1940 roku, terytorium Maroka znalazło się pod kontrolą rządu Vichy , a międzynarodowy Tanger zajęli Hiszpanie (1940) . Sułtan odmówił podpisania ustaw antysemickich . Kiedy w 1942 roku we francuskim Maroku wylądowały wojska amerykańsko-brytyjskie (operacja Torch), sułtan przeciwstawił się francuskiemu rezydentowi Charles'owi Noguès (1876–1971) i nie uciekł w głąb kraju . Kraj zajęli alianci .
W dniach 14–24 stycznia 1943 roku w Casablance doszło do spotkania przywódców USA i Wielkiej Brytanii – prezydenta Roosevelta i premiera Churchilla – którzy porozumieli się w sprawie dalszej polityki i strategii wojennej . Wówczas doszło do spotkania sułtana z Rooseveltem, który nie poparł dalszej obecności Francji w Maroku .

### Okres powojenny

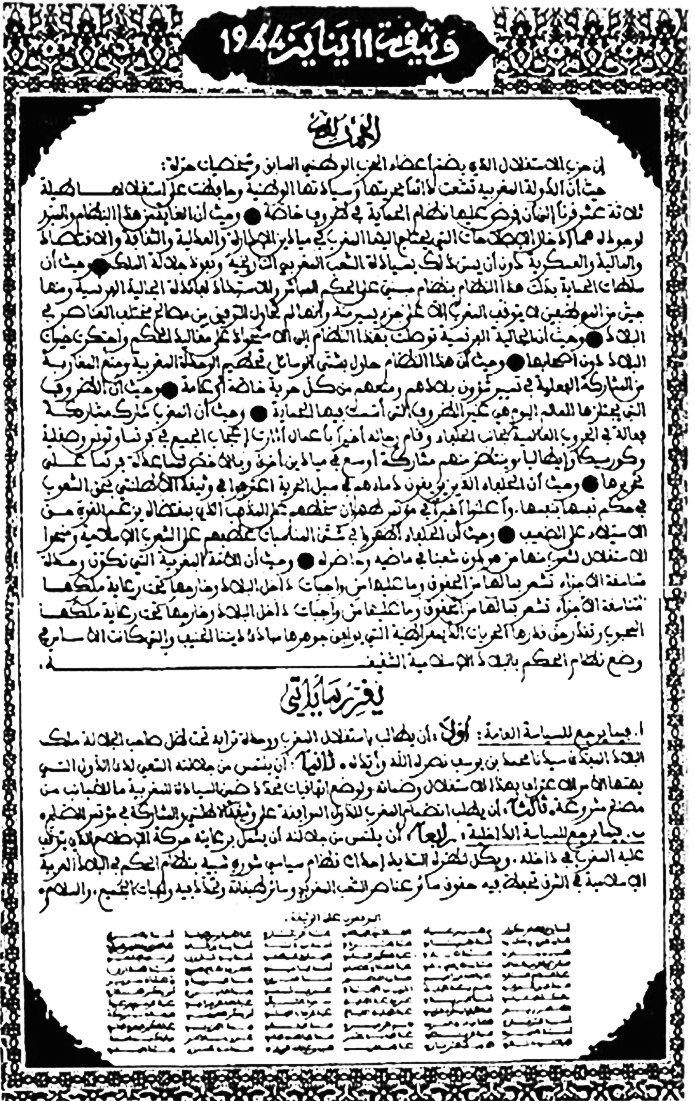
Manifest niedpodległości Maroka, 11 stycznia 1944

Po wojnie dążenia niepodległościowe Marokańczyków nasiliły się . W 1944 roku Partia Niepodległości „Istiklal” przedstawiła sułtanowi i aliantom memorandum z żądaniem niepodległości i ustroju konstytucyjnego . Administracja francuska odpowiedziała represjami . Liderzy niepodległościowi, w tym przywódca Partii Niepodległości Ahmed Balafrej (1908–1990), zostali niesłusznie oskarżeni o kolaborację z nazistami i aresztowani . Ich uwięzienie doprowadziło do gwałtownych protestów, w których zginęło ponad 30 osób . Sułtan odmawiał współpracy z nowym ministrem-rezydentem Alphonsem Juinem (1888–1967), który pod pretekstem ochrony władcy przed rebeliantami, otoczył pałac sułtański wojskiem i zmusił Muhammada V. do wyrzeczenia się „pewnej partii” (ruchu niepodległościowego)  . Działania Juina spotkały się z krytyką we Francji i wkrótce na stanowisku zastąpił go generał Augustin Guillaume (1895–1983) .
W 1953 roku pod wpływem profrancuskich przeciwników politycznych sułtana, rząd francuski zażądał, aby sułtan przekazał swoje uprawnienia ustawodawcze radzie złożonej z marokańskich ministrów i francuskich dyrektorów, i złożył podpis na wszystkich przez niego blokowanych dekretach . Sułtan ustąpił, lecz współpracujący z Francuzami pasza Marrakeszu Thami El Glaoui (1879–1956) naciskał na dalsze kroki, i w końcu w sierpniu 1953 roku władze francuskie deportowały sułtana na Korsykę, a potem na Madagaskar . Na jego miejsce władze zainstalowały Muhammada ibn Arafa (1889–1976), który nie miał poparcia społecznego . Wygnany Muḥammad V stał się bohaterem narodowym .
Stale pogarszająca się sytuacja w regionie (wybuch wojny w sąsiedniej Algierii) i w kraju (zamieszki) zmusiła kolonizatorów do ustępstw . W 1955 roku Francuzi pozwolili wrócić na tron Muhammadowi V i utworzyć rząd .

## Niepodległe Maroko

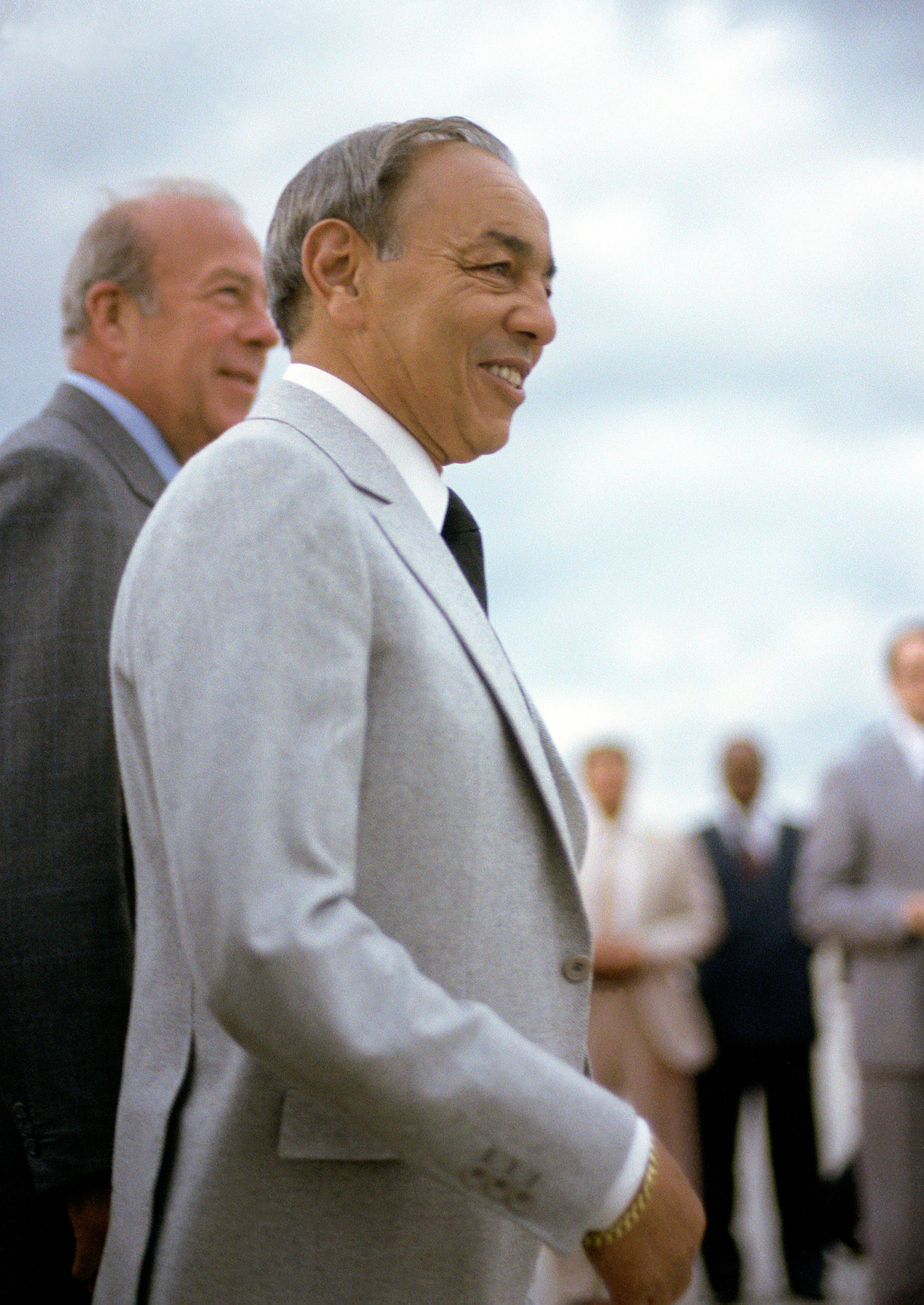
Król Hasan II, 1983

Maroko odzyskało niepodległość w 1956 roku, przy czym Hiszpania zatrzymała Ceutę, Melillę oraz terytorium Ifni . W tym samym roku Maroko zostało członkiem ONZ . W 1957 roku sułtanat przekształcono w królestwo .
W 1961 roku, po śmierci Muhammada V, królem Maroka został Hassan II . Rok później ogłoszono pierwszą konstytucję i Hasan II proklamował monarchię konstytucyjną (1962) . W 1963 roku odbyły się pierwsze wybory parlamentarne . W tym samym okresie zlikwidowane zostały wszystkie hiszpańskie, francuskie oraz amerykańskie bazy wojskowe, a także doszło do nadgranicznych starć z Algierią.
Druga połowa lat 60. XX w. zdominowana była przez zamieszki antyrządowe, które pociągnęły za sobą stan wyjątkowy i bezpośrednie rządy króla . W lipcu 1971 wojskowi podjęli nieudaną próbę zabójstwa monarchy . W lutym 1972 roku król zrzekł się w nowej konstytucji znacznej części swoich uprawnień na rzecz parlamentu i rządu . W sierpniu tego samego roku po raz kolejny próbowano przeprowadzić zamach stanu .
W listopadzie 1975 roku władze Maroka zorganizowały tzw. Zielony Marsz – 300 tysięcy Marokańczyków weszło na terytorium Sahary Zachodniej . Rok później (1976) rząd hiszpański zrzekł się praw do tego terytorium. Pod koniec lat 70. XX w. zakończono spory terytorialne z Algierią i Mauretanią, co dało Maroku wolną rękę w Saharze Zachodniej.
W roku 1977 odbyły się wybory do parlamentu i przywrócono rządy parlamentarne . Dwa lata później Liga Państw Arabskich uznała prawo Sahary Zachodniej do samostanowienia, a w 1984 roku niezgadzające się z tą decyzją Maroko opuściło organizację . Rok później doszło po raz kolejny do starć między wojskami marokańskimi i algierskimi. Ich powodem było wspieranie przez Algierię walczącego o niepodległość Sahary Zachodniej ruchu Polisario. W roku 1991 Polisario (od 1988 pozbawione algierskiej pomocy) i Hassan II zgodzili się na ONZ-etowski plan zakończenia konfliktu .
W 1996 roku w powszechnym referendum przyjęto nową konstytucję . W 1997 roku 11 partii opozycyjnych podpisało Kartę dla umocnienia demokratycznych rządów na gruncie monarchii i przeprowadzono wybory komunalne i parlamentarne .

## XXI wiek

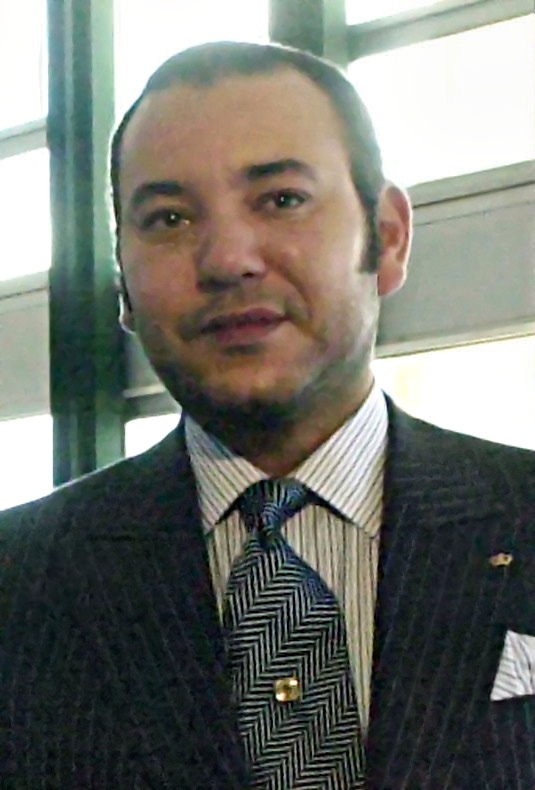
Król Muhammad VI, 2004

Po śmierci Hasana II w 1999 roku, na tron wstąpił jego syn Muhammad VI, który ogłosił program modernizacji kraju . W 2002 roku doszło do zatargu z Hiszpanią o wysepkę Perejil .
W wyniku protestów społecznych arabskiej wiosny w 2011 roku doszło do zmiany konstytucji . Kolejne protesty przeciw ciężkiej sytuacji materialnej w 2016 i w 2018 roku zostały stłumione .